# UMF Tindastóll
Ungmennafélagið Tindastóll (deutsch: Jugendvereinigung Tindastóll), vor allem bekannt als UMF Tindastóll oder nur Tindastóll, ist ein isländischer Sportverein aus dem im Nordwesten der Insel gelegenen Sauðárkrókur. Der Verein ist vor allem für seine Basketball- und Fußballmannschaften bekannt.

## Geschichte
UMF Tindastóll gründete sich 1907.

### Fußball
Die Männermannschaft des Klubs trat lange Zeit nur im unterklassigen Ligabereich an, ehe sie in der Spielzeit 1984 erstmals in der zweitklassigen 2. deild karla auflief. Nach dem direkten Abstieg als Tabellenletzter kehrte sie 1988 in die zweithöchste Spielklasse zurück, wo sie sich halten konnte. Nach dem erneuten Abstieg 1991 gelang der direkt Wiederaufstieg, am Ende der Spielzeit 1993 belegte sie aber als Tabellenschlusslicht erneut einen Abstiegsplatz. Zwischen 2000 und 2001 und nochmals zwischen 2012 und 2014 war der Klub in der zweiten Liga vertreten. Später rutschte die Mannschaft bis in die Viertklassigkeit ab. Der spätere Deutschlandprofi Eyjólfur Sverrisson entstammt der Jugend des Klubs für, den er in der zweiten Hälfte der 1980er Jahre auch im Erwachsenenbereich spielte.
Die Frauenmannschaft gewann 2018 die Meisterschaft in der im Vorjahr neu gegründeten drittklassigen 2. deild kvenna und trat zwei Spielzeiten in der 1. deild kvenna an, ehe sie in die Besta deild kvenna aufstieg. Mit vier Punkten Rückstand auf Keflavík ÍF verpasste sie nach vier Saisonsiegen in 18 Spielen in der Erstliga-Spielzeit 2021 den Klassenerhalt.

### Basketball
Die Männermannschaft von UMF Tindastóll pendelte lange Zeit zwischen der Úrvalsdeild und der 1. deild karla. 2015 und 2018 erreichte sie das Endspiel um die Landesmeisterschaft, musste sich aber jeweils Serienmeister KR Reykjavík geschlagen geben. Im Endspiel um den Basketballpokal 2018 gelang jedoch gegen den Konkurrenten der Titelgewinn.
Die Frauenmannschaft spielte in den 1990er Jahren über weite Strecken in der Úrvalsdeild kvenna, seither ist sie vornehmlich in der 1. deild kvenna präsent.